# Aphelandra mucronata
Aphelandra mucronata là một loài thực vật có hoa trong họ Ô rô. Loài này được (Ruiz & Pav.) Nees mô tả khoa học đầu tiên năm 1847.